# حادثه قایق مهاجران در سفری‌حصار ترکیه (۲۰۰۷)

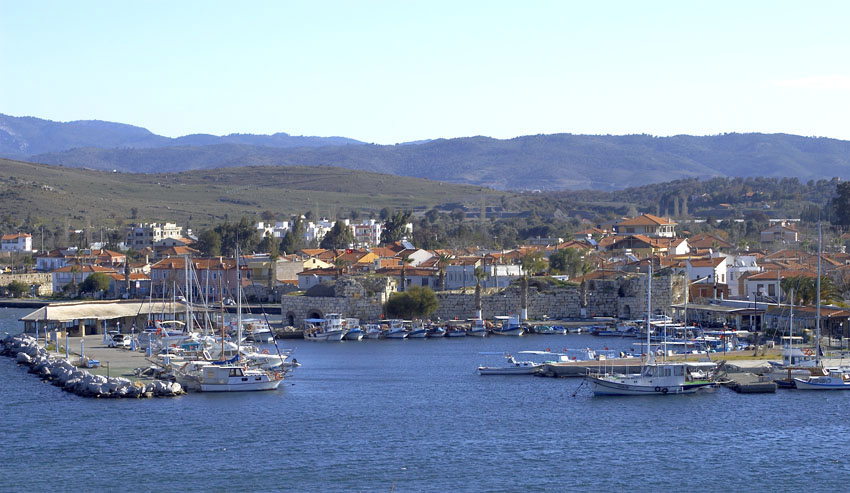
ساحل سفری‌حصار

موقعیت سفری‌حصار در نقشه

حادثه قایق مهاجران در سفری‌حصار ترکیه (۲۰۰۷)؛ (انگلیسی: December 2007 Seferihisar, Turkey migrant boat disaster) در شب ۸ دسامبر ۲۰۰۷ رخ داد. در این حادثه در نتیجه غرق شدن یک کشتی حامل مهاجران که قصد عزیمت غیرقانونی به جزایر یونان را داشتند، در ساحل سفری‌حصار از نواحی شهر ازمیر در غرب ترکیه ۹ نفر از جمله ۴ کودک جان باختند.

## شرح واقعه
در واپسین ساعات ۸ دسامبر ۲۰۰۷ هنگامی‌که قایق تفریحی ۱۵ متری حامل مهاجران غیرقانونی، ساحل سفری حصار را ترک کرد به دلیل وضعیت بد آب وهوا در حین تلاش برای راه‌یابی به جزیره خیوس یونان غرق شد. در نتیجه ۴۰ تا ۶۰ تن جان باختند. این بزرگترین حادثه دریایی در دریای اژه به لحاظ کمیت قربانیان مهاجر به‌شمار می‌رود. در نتیجه فعالیت‌های تجسسی گارد ساحلی ترکیه و اکیپهای امدادرسانی ۶ نفر با شنا خود را به ساحل رساندند و بر اساس اطلاعات اولیه بازماندگان ۸۵ نفر دیگر جان باخته یا مفقود شدند. ملیت مهاجران قربانی فلسطینی، عراقی و سومالیایی بوده‌است.
کمیساریای عالی سازمان ملل متحد برای پناهندگان (UNHCR) آمار قربانیان را ۵۱ نفر اعلام کرده‌است. اما متعاقباً سایر منابع تعداد تلفات را حداقل ۴۰ تن و تعداد ساکنان قایق را حدوداً ۶۰ نفر تخمین زده‌اند، منهای شش بازمانده که نجات پیدا کردند.
در همان هفته، گروهی در ازمیر که متهم به باز کردن گذرگاه قاچاق با قایق بودند به اتهام قاچاق انسان دستگیر شدند.
از دیگر حوادث مشابه حادثه غرق‌شدن مهاجران مصری در سپتامبر ۲۰۱۶، بود که قایقی حامل تقریباً ۶۰۰ مهاجر در ساحل مصر در دریای مدیترانه غرق شد.